# Edmond Delorme
Pour les articles homonymes, voir Delorme.
Edmond Delorme, est un médecin militaire et chirurgien français, né à Lunéville le 2 août 1847 et mort à Paris le 25 janvier 1929.

## Biographie
Edmond Delorme naît le 2 août 1847 à Lunéville, en Meurthe. Il intègre l’École impériale du Service de santé militaire de Strasbourg en 1866 et participe à la guerre franco-allemande de 1870 durant laquelle il aurait réalisé ses premières opérations à la lueur de la bougie. Fait prisonnier, il soigne pendant plusieurs mois les nombreuses victimes de la bataille de Saint-Quentin.
Après la guerre, il poursuit ses études et soutient sa thèse à la faculté de médecine de Paris en 1871. Il séjourne brièvement à l'école d'application du Val-de-Grâce à Paris, avant de se rendre en Algérie, dans les hôpitaux militaires, puis en corps de troupe. À 29 ans il exerce la fonction de médecin aide major au régiment de la Garde Républicaine à Paris, à la caserne des Célestins[réf. souhaitée].
De retour en France, il devient en 1877 professeur agrégé de l'école d'application de la médecine militaire du Val-de-Grâce en médecine opératoire, qu'il enseignera jusqu'en 1881. Il exerce ensuite à l’École de cavalerie de Saumur avant de diriger le service de chirurgie de l'hôpital Saint-Martin. Il fonde en 1881 la Revue militaire de médecine et de chirurgie, une publication mensuelle.
En 1887, il reprend l'enseignement en tant que professeur de clinique chirurgicale et de blessures de guerre au Val-de-Grâce, poste qu'il conserve jusqu'en 1897. Il devient en 1892 titulaire de la Société nationale de chirurgie et intègre la section de pathologie externe de l'Académie de médecine en 1897. Il sera plus tard amené à présider ces deux institutions. En 1897, il prend la tête des services de chirurgie et assure la chefferie des hôpitaux militaires de Châlons, Versailles et Vincennes.
En 1902, il est médecin inspecteur et directeur du service de santé du 18e corps d'armée. De 1903 à 1908, il est directeur de l’École du Val-de-Grâce, où il inaugure la première salle d'opération où les assistants sont en blanc, les instruments ébouillantés et les linges stérilisés. À sa requête et sur ses conseils sont réalisés en 1908 la filtration et la stérilisation des eaux à Lunéville, pour faire face à une épidémie. Il utilisera cet exemple à l'Académie de médecine pour appuyer ses conclusions sur la prophylaxie efficace contre la fièvre typhoïde. Il est aussi nommé président du Comité technique de santé auprès du ministère de la Guerre.
Il devient en 1908 médecin inspecteur général du corps expéditionnaire de Casablanca, à la frontière algéro-marocaine. Il fonde et préside la Société de médecine militaire française, qui publie un bulletin mensuel. En 1912, il entre dans la réserve et participe à la Première Guerre mondiale en tant que chargé de mission. Il publiera ses Enseignements chirurgicaux de la Grande guerre. Il publie en 1915 son Traité de chirurgie de guerre, œuvre majeure en deux volumes à laquelle il avait consacré treize années.
Après la guerre, il se consacre à sa passion d'historien et d'auteur. En effet, Delorme est très impliqué dans la vie de sa région, la Lorraine et de sa commune, Lunéville, où une rue porte aujourd'hui son nom. Membre de l'association des anciens élèves du collège de Lunéville,  il est le fondateur, en 1919, de l’association des Amis des Beaux-Arts et des Arts industriels de l’arrondissement de Lunéville, association qui  a pour but de créer « dans les salles palatiales du château de Lunéville, un Musée historique de la Ville, un musée de Peinture et de Sculpture, un musée historique des Cantons de l’Arrondissement, un musée des Arts industriels». Il est ainsi un des fondateurs du musée des arts industriels régionaux au château des Lumières de Lunéville en 1921-1922, et rédige de nombreux guides historiques et documentaires sur sa région natale.
Il meurt à Paris, le 25 janvier 1929. Ses obsèques ont lieu au Val-de-Grâce et il est enterré à Lunéville. En tant qu'ancien président de l'Académie de médecine et de la société nationale de chirurgie, il reçoit un hommage de ces deux assemblées, ainsi que de l'ensemble de la communauté intellectuelle, scientifique et médicale. La presse spécialisée le décrit comme l'un des plus grands chirurgiens de son époque, parfois comme le digne héritier du baron Larrey. Il a été fait Grand officier de la Légion d'honneur.
Il est le père de l'artiste-peintre Marguerite Delorme (1876-1946). Son autre fille épousa le médecin colonel Henry Billet.

## Travaux scientifiques
Son apport à la chirurgie moderne est considérable. En posant les bases des salles d'opérations modernes, il s'impose comme un visionnaire et un précurseur de l'asepsie. On lui doit entre autres :
- la technique de décortication pleuro-pulmonaire, qui est aujourd'hui une pratique courante en chirurgie thoracique, détaillée dans son ouvrage Nouveau traitement de l'empyème chronique (1894) et dans Du traitement des empyèmes chroniques par la décortication du poumon (10e congrès français de chirurgie, 1896) ;
- une technique efficace de traitement chirurgical par voie transanale du prolapsus rectal : opération de Delorme.
- le volet thoracique pour le traitement des plaies du cœur, du poumon , etc.
- des travaux sur les blessures par balles, les ligatures, les nerfs, la fièvre typhoïde, la restauration du nez et de la voûte palatine, les hernies, les laparotomies, les trépanations, les résections, le traitement des varicocèles, des pseudarthroses...

## Titres, distinctions et hommages
- Grand officier de la Légion d'honneur[3] le 31 décembre 1912.
- Médaille coloniale.
- Médaille commémorative de la guerre 1870-1871.
- Élu membre titulaire de l'Académie de médecine le 19 janvier 1897[4] et président en 1919.
- La promotion 2011 de l'École de santé des armées porte son nom[5],[6].

## Œuvres et publications
- Essais ophtalmoscopiques, [thèse de médecine de Paris no 161], 1871, Texte intégral.
- Manuel de technique du brancardier, J. Dumaine (Paris), 1880, lire en ligne sur Gallica.
- De la Ligature des artères de la paume de la main et en particulier des artères profondes et des artères de la plante du pied, G. Masson (Paris), 1882.
- Traité de chirurgie de guerre, F. Alcan (Paris), 1888-93.
- « Nouveau traitement des empyèmes chroniques », in: Gazette des hôpitaux, 1894, 67, p. 94-96.
- Titres et travaux scientifiques, Germer Baillière et Cie (Paris), 1894, Texte intégral.
- Titres et travaux scientifiques du Pr Edmond Delorme, H. Charles-Lavauzelle (Paris), 1912, Texte intégral.
- Précis de chirurgie de guerre, Masson (Paris), 1914, lire en ligne sur Gallica.
- Sur les blessures des nerfs par les projectiles et en particulier sur les blessures du sciatique, impr. de L. Maretheux (Paris), 1915, lire en ligne sur Gallica.
- Sur les appareils de prothèse des amputés, [tiré-à-part], 1915, lire en ligne sur Gallica.
- « Des enseignements de la guerre germanique sur le front français (août 1914, août 1916) », in: Progrès médical, 1916, no 18, lire en ligne sur Gallica.
- Chirurgie de guerre. Les fractures; déplacements, séquelles, décalcifications, raideurs articulaires consécutives, [avec LV planches et 304 figures], L. Fournier (Paris), 1917, lire en ligne sur Gallica.
- Les enseignements chirurgicaux de la grande guerre (front occidental), 1 planche et 277 figures, A. Maloine et fils (Paris), 1919, lire en ligne sur Gallica.
- « Le centenaire de l'Académie de médecine (1820-1920). La chirurgie à l'Académie », in: La Presse médicale, 1921, p. 1-4, Texte intégral.
- « Pages de curriculum vitae », in: Bulletin de la Société française d’histoire de la médecine, no 23, 1929, p. 35-51, Texte intégral.
- Lunéville et son arrondissement, [Réimpression de 1927, publié in: Journal de Lunéville], Laffitte (Marseille), 1977, extrait: « Le Canton de Blâmont ».